# Montchaboud
Montchaboud est une commune française située dans le département de l'Isère, en région Auvergne-Rhône-Alpes.

## Géographie

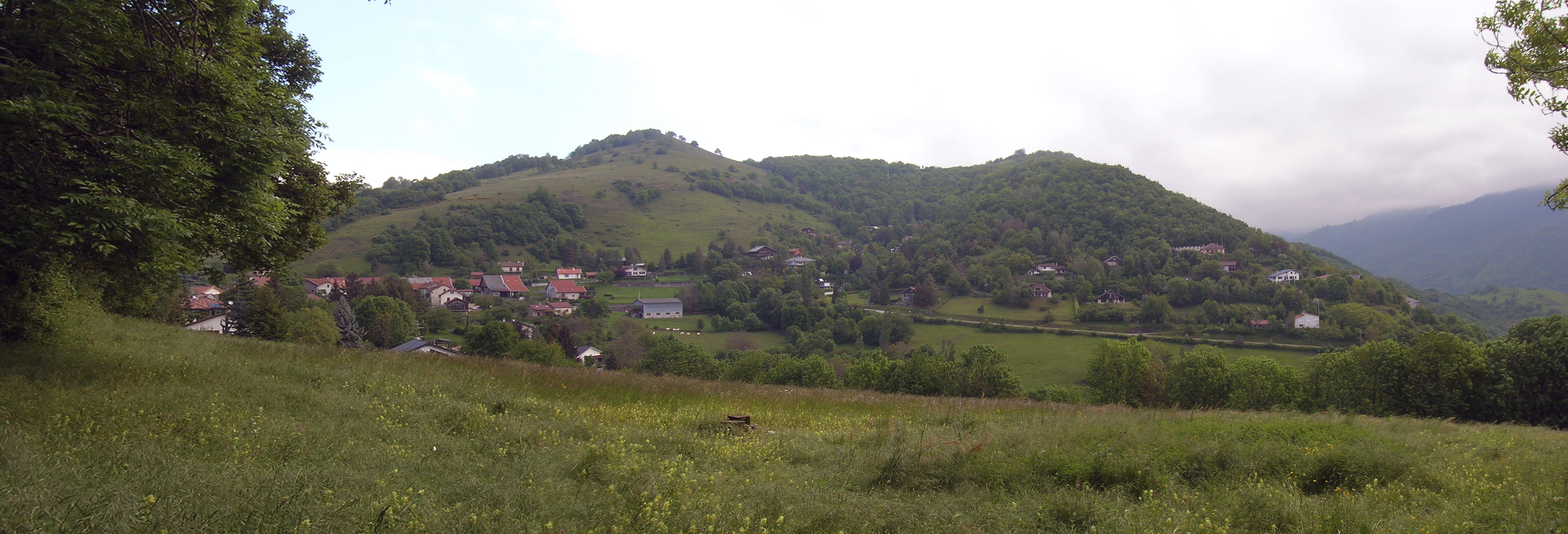
Vue générale.

### Communes limitrophes
| Jarrie         |                      | Brié-et-Angonnes                |
|                | Montchaboud          | Vaulnaveys-le-Bas (quadripoint) |
| Champ-sur-Drac | Notre-Dame-de-Mésage | Vizille                         |

### Géologie
Géologiquement, la commune est caractérisée par des dalles ou lauzes, exploitées de façon industrielle.

### Climat
Pour des articles plus généraux, voir Climat d'Auvergne-Rhône-Alpes et Climat de l'Isère.
En 2010, le climat de la commune est de type climat océanique altéré, selon une étude du Centre national de la recherche scientifique s'appuyant sur une série de données couvrant la période 1971-2000. En 2020, Météo-France publie une typologie des climats de la France métropolitaine dans laquelle la commune est exposée à un climat de montagne ou de marges de montagne et est dans la région climatique  Alpes du nord, caractérisée par une pluviométrie annuelle de 1 200 à 1 500 mm, irrégulièrement répartie en été. 
Pour la période 1971-2000, la température annuelle moyenne est de 10,6 °C, avec une amplitude thermique annuelle de 18,5 °C. Le cumul annuel moyen de précipitations est de 1 159 mm, avec 9,2 jours de précipitations en janvier et 6,6 jours en juillet. Pour la période 1991-2020, la température moyenne annuelle observée sur la station météorologique de Météo-France la plus proche, « Chamrousse », sur la commune de Chamrousse à 9 km à vol d'oiseau, est de 5,8 °C et le cumul annuel moyen de précipitations est de 1 219,3 mm,. Pour l'avenir, les paramètres climatiques de la commune estimés pour 2050 selon différents scénarios d'émission de gaz à effet de serre sont consultables sur un site dédié publié par Météo-France en novembre 2022.

### Voies de communication et transports

#### Voies routières
Montchaboud n'est accessible par la route que depuis la D 5A, un embranchement annexe de la D5 au nord de Vizille. Des chemins de randonnée relient la commune aux hauts de Brié, à Vizille et à Basse-Jarrie.

#### Transports en commun
La commune de Montchaboud est desservie par la ligne 70 des transports de l'agglomération grenobloise, qui la relie à Vizille, la gare de Jarrie et Champ-sur-Drac.

## Urbanisme

### Typologie
Au 1er janvier 2024, Montchaboud est catégorisée commune rurale à habitat dispersé, selon la nouvelle grille communale de densité à sept niveaux définie par l'Insee en 2022.
Elle appartient à l'unité urbaine de Vizille, une agglomération intra-départementale regroupant sept  communes, dont elle est une commune de la banlieue,,. Par ailleurs la commune fait partie de l'aire d'attraction de Grenoble, dont elle est une commune de la couronne,. Cette aire, qui regroupe 204 communes, est catégorisée dans les aires de 700 000 habitants ou plus (hors Paris),.

### Occupation des sols
L'occupation des sols de la commune, telle qu'elle ressort de la base de données européenne d’occupation biophysique des sols Corine Land Cover (CLC), est marquée par l'importance des forêts et milieux semi-naturels (49,7 % en 2018), une proportion identique à celle de 1990 (49,7 %). La répartition détaillée en 2018 est la suivante : 
forêts (49,7 %), prairies (30,6 %), zones urbanisées (18,5 %), zones agricoles hétérogènes (1,2 %), zones industrielles ou commerciales et réseaux de communication (0,1 %). L'évolution de l’occupation des sols de la commune et de ses infrastructures peut être observée sur les différentes représentations cartographiques du territoire : la carte de Cassini (XVIIIe siècle), la carte d'état-major (1820-1866) et les cartes ou photos aériennes de l'IGN pour la période actuelle (1950 à aujourd'hui).

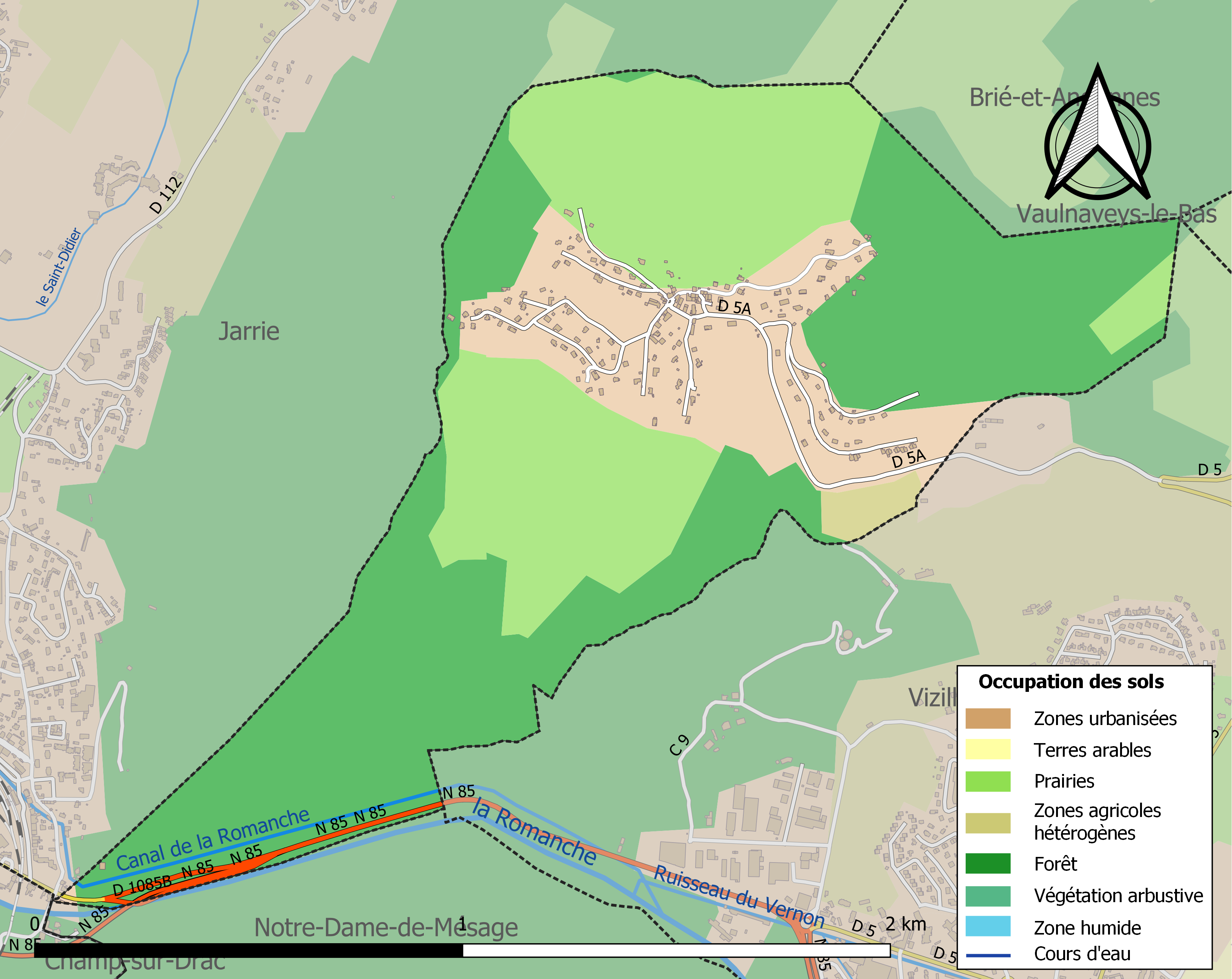
Carte des infrastructures et de l'occupation des sols de la commune en 2018 (CLC).

## Histoire
Des restes de pavé de voie romaine et d'ancien lieux comme un petit souterrain et un ancien point d'eau[réf. nécessaire] ont été trouvés sur l'ancien chemin de la Croix de la Vue, qui liait autrefois Vizille à Grenoble.
Aucune présence de maisons fortes ou châteaux du Moyen Âge est attestée sur la commune.

## Politique et administration

### Liste des maires

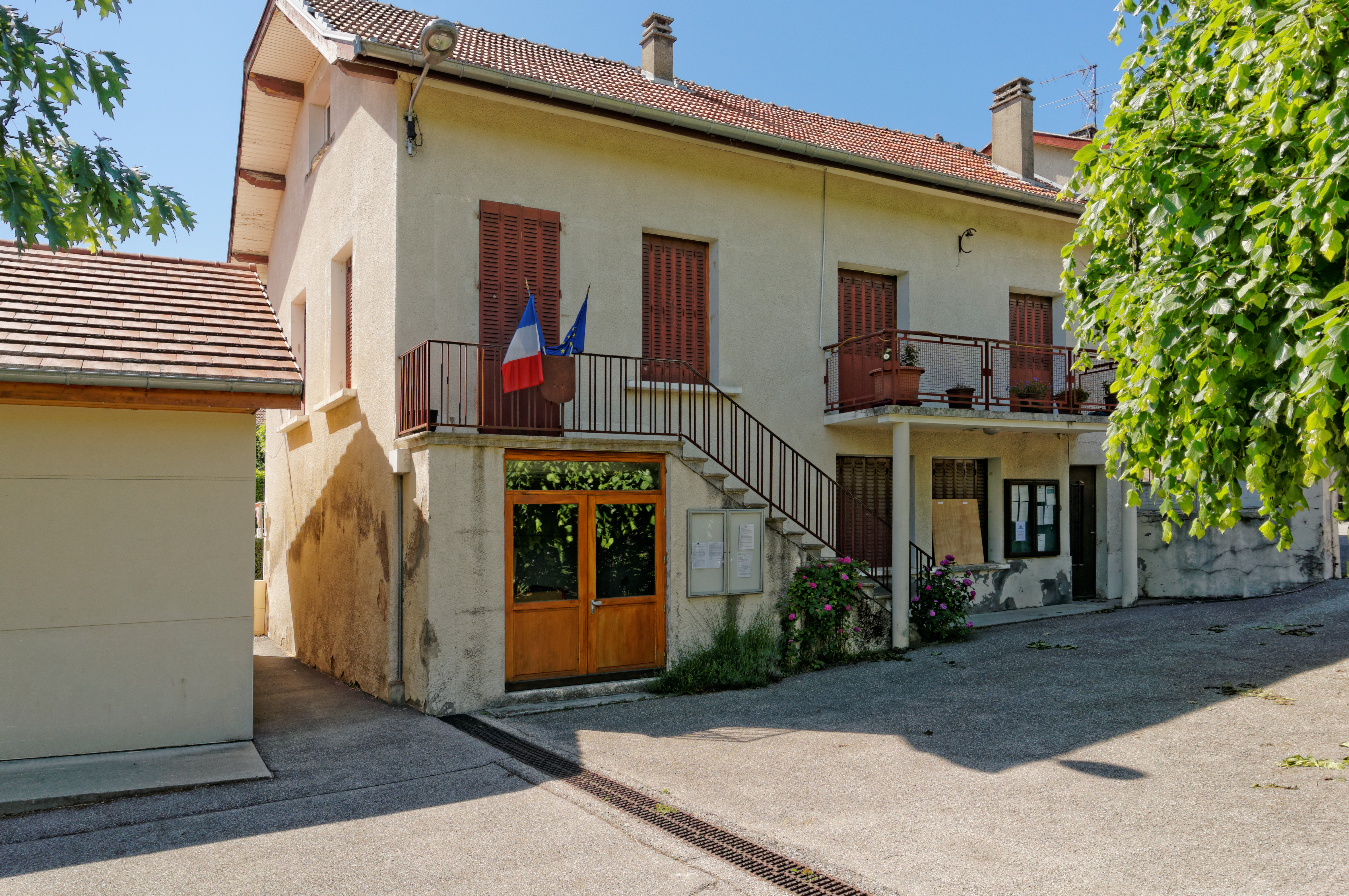
La mairie.

| Période                                  | Période  | Identité             | Étiquette | Qualité                            |
| ---------------------------------------- | -------- | -------------------- | --------- | ---------------------------------- |
| mars 2008                                | 2020     | M. Magdeleine Fasola | SE        | Retraité de l'enseignement - Maire |
| 2020                                     | En cours | Guy Soto             |           |                                    |
| Les données manquantes sont à compléter. |          |                      |           |                                    |

## Population et société

### Démographie
L'évolution du nombre d'habitants est connue à travers les recensements de la population effectués dans la commune depuis 1793. Pour les communes de moins de 10 000 habitants, une enquête de recensement portant sur toute la population est réalisée tous les cinq ans, les populations de référence des années intermédiaires étant quant à elles estimées par interpolation ou extrapolation. Pour la commune, le premier recensement exhaustif entrant dans le cadre du nouveau dispositif a été réalisé en 2007.

En 2022, la commune comptait 347 habitants, en évolution de −0,57 % par rapport à 2016 (Isère : +3,07 %, France hors Mayotte : +2,11 %).
| 1793 | 1800 | 1806 | 1821 | 1831 | 1836 | 1841 | 1846 | 1851 |
| ---- | ---- | ---- | ---- | ---- | ---- | ---- | ---- | ---- |
| 590  | 107  | 77   | 77   | 76   | 65   | 66   | 69   | 77   |

| 1856 | 1861 | 1866 | 1872 | 1876 | 1881 | 1886 | 1891 | 1896 |
| ---- | ---- | ---- | ---- | ---- | ---- | ---- | ---- | ---- |
| 69   | 74   | 76   | 72   | 77   | 72   | 70   | 62   | 65   |

| 1901 | 1906 | 1911 | 1921 | 1926 | 1931 | 1936 | 1946 | 1954 |
| ---- | ---- | ---- | ---- | ---- | ---- | ---- | ---- | ---- |
| 60   | 60   | 47   | 39   | 40   | 37   | 34   | 35   | 40   |

| 1962 | 1968 | 1975 | 1982 | 1990 | 1999 | 2006 | 2007 | 2012 |
| ---- | ---- | ---- | ---- | ---- | ---- | ---- | ---- | ---- |
| 38   | 52   | 228  | 310  | 305  | 335  | 352  | 354  | 368  |

| 2017 | 2022 | - | - | - | - | - | - | - |
| ---- | ---- | - | - | - | - | - | - | - |
| 339  | 347  | - | - | - | - | - | - | - |

### Enseignement
La commune est rattachée à l'académie de Grenoble.

## Culture et patrimoine

### Lieux et monuments

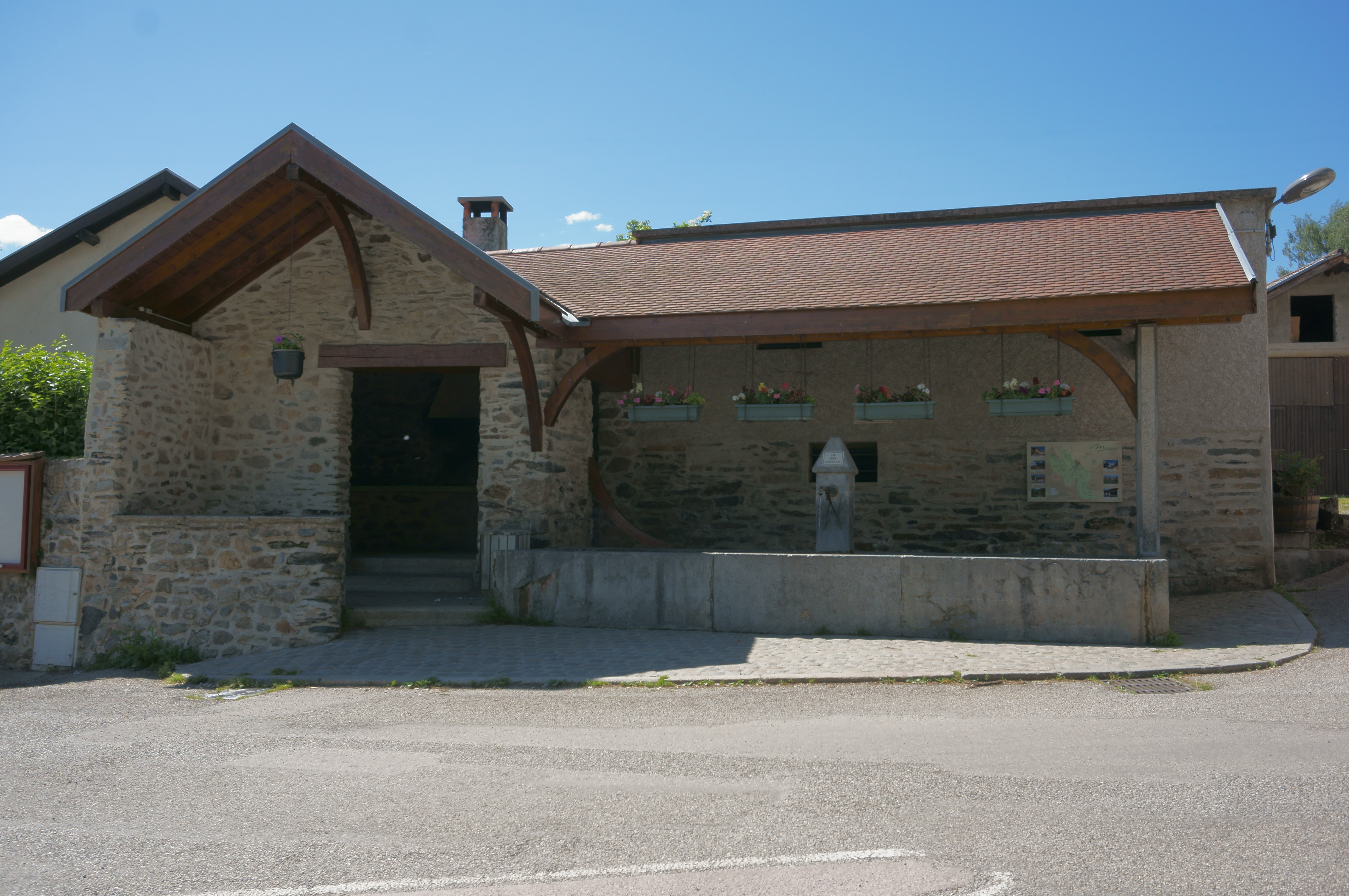
La fontaine.

- L'église du XIXe siècle[15].
- Le four.
- La fontaine.
- Croix-de-la Vue.
- Belle-vue.
- Le clocher.
- Le Monument aux morts.

### Héraldique
|  | Montchaboud possède des armoiries dont l'origine et le blasonnement exact ne sont pas disponibles. |